# Mbeya (Distrikt)
Mbeya, auch Mbeya Vijijini („Mbeya-Land“) genannt, ist ein Distrikt in der gleichnamigen Region Mbeya mit dem Verwaltungszentrum in der Stadt Mbeya. Der Distrikt grenzt im Norden an die Distrikte Chunya und Mbarali, im Osten an die Region Njombe, im Süden an die Distrikte Busokelo und Rungwe und im Südwesten und im Westen an die Region Songwe. Er umschließt außerdem fast vollständig den Distrikt Mbeya Mjini, also das Stadtgebiet von Mbeya.

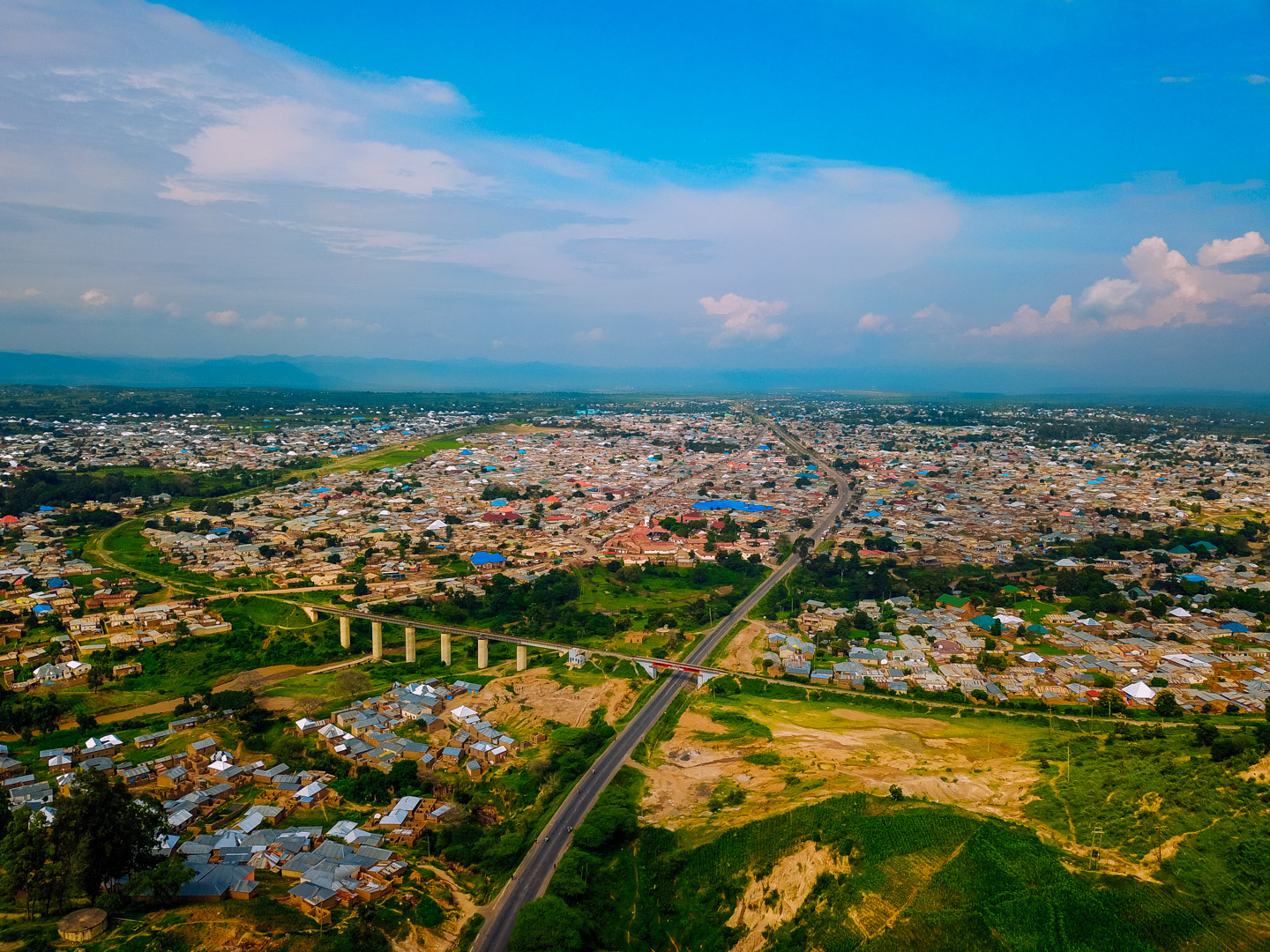
Mbalizi, westlich der Stadt Mbeya.

## Geographie
Der Distrikt hat eine Fläche von 2432 Quadratkilometer und 371.259 Einwohner (Volkszählung 2022). Das Land ist topographisch in zwei Bereiche gegliedert: Dem Hochland, das etwa 1300 Meter über dem Meeresniveau liegt und den Anstiegen zum Mbeya-Range im Norden und den Poroto-Bergen im Süden, die Höhen bis 2800 Meter erreichen.
Das Klima im Distrikt hängt stark von der Höhenlage ab. In der Ebene ist es gemäßigt warm, Cwb nach der effektiven Klimaklassifikation. Die Niederschläge variieren ja nach Lage zwischen 650 und 2700 Millimeter im Jahr, wenig regnet es in den Niederungen, viel im Gebirge. Die Temperatur liegt zwischen 12 und 30 Grad Celsius.

## Geschichte
Der Distrikt wurde 1984 gegründet.

## Verwaltungsgliederung
Der Distrikt besteht aus 28 Bezirken (Wards):
- Bonde la Songwe
- Igale
- Igoma
- Ihango
- Ijombe
- Ikukwa
- Ilembo
- Ilungu
- Inyala
- Isuto
- Itawa
- Itewe
- Iwiji
- Iwindi
- Iyunga Mapinduzi
- Izyira
- Lwanjilo
- Maendeleo
- Masoko
- Mjele
- Mshewe
- Nsalala
- Santilya
- Shizuvi
- Swaya
- Tembela
- Ulenje
- Utengule Usongwe

| Die größten Ethnien im Distrikt sind die Safwa, Malila und die Nyakyusa. Die Einwohnerzahl stieg von 179.900 bei der Volkszählung 1988 auf 254.069 im Jahr 2002 und weiter auf 305.319 im Jahr 2012. Das entspricht einem durchschnittlichen jährlichen Wachstum von 1,8 Prozent von 2002 bis 2012. Im Jahr 2012 sprachen rund sechzig Prozent der Bevölkerung Swahili. Im Stadt-Distrikt Mbeya (CC) sprachen mehr als dreißig Prozent zusätzlich Englisch und Swahili, hier im Land-Distrikt nur zwölf Prozent. Der Anteil der Analphabeten war auf dem Land entsprechend höher, aber immer noch unter dem Durchschnitt der Region. Bevölkerungswachstum: \| Volkszählung \| Einwohner \| \| ------------ \| --------- \| \| 1988 \| 179.900 \| \| 2002 \| 254.069 \| \| 2012 \| 305.319 \| \| 2022 \| 371.259 \| | Hier fehlt eine Grafik, die leider im Moment aus technischen Gründen nicht angezeigt werden kann. Wir arbeiten daran! Mbeya (CC) | Hier fehlt eine Grafik, die leider im Moment aus technischen Gründen nicht angezeigt werden kann. Wir arbeiten daran! Mbeya (DC) |
| Volkszählung | Einwohner | |
| 1988 | 179.900 | |
| 2002 | 254.069 | |
| 2012 | 305.319 | |
| 2022 | 371.259 | |

- Bildung: Für die Bildung der Jugend stehen im Distrikt 160 Grundschulen und 46 weiterführende Schulen zur Verfügung.[9]
- Gesundheit: Für die medizinische Betreuung der Bevölkerung sorgen drei Krankenhäuser und fünf Gesundheitszentren.[9]
- Wasser: Im Jahr 2012 wurde knapp die Hälfte der Bevölkerung im Distrikt mit sicherem und sauberem Wasser versorgt.[10]

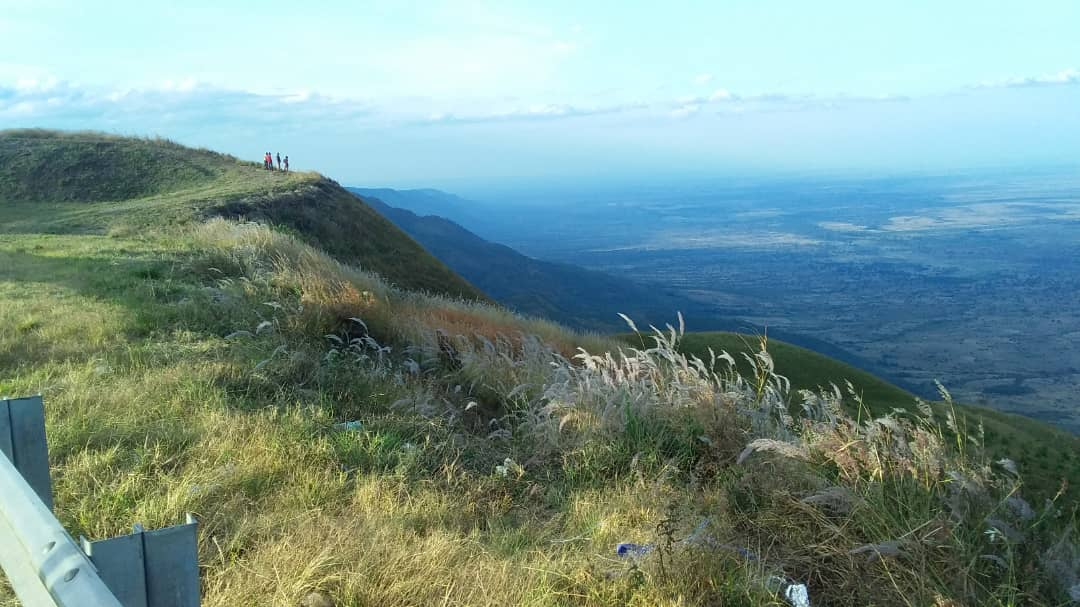
An der T1 östlich der Stadt Mbeya.

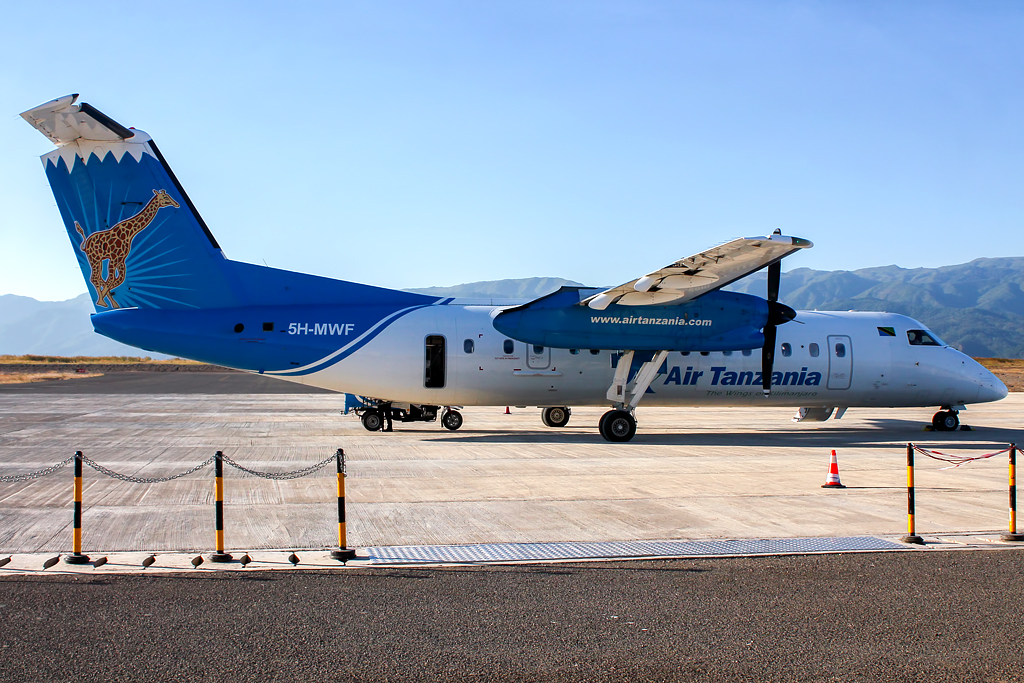
Flughafen Songwe

## Wirtschaft und Infrastruktur
Die Landwirtschaft ist der wichtigste Wirtschaftszweig, sie trägt 60 bis 85 Prozent zum Nationalprodukt bei. Gefolgt wird sie von Gewerbe und Handel mit zusammen zwanzig Prozent und dem Bergbau, der acht Prozent beiträgt.
- Landwirtschaft: Etwa 85 Prozent der Bevölkerung sind in der Landwirtschaft beschäftigt. Für den Eigenbedarf werden Mais, Kartoffeln, Süßkartoffeln, Weizen und Bohnen angebaut, für den Verkauf bestimmt sind Kaffee, Pyrethrum, Sesam und Sonnenblumen.[12] Etwa die Hälfte der Haushalte hält auch Nutztiere, überwiegend gehalten werden Hühner und Rinder.[13]
- Bergbau: Im Distrikt wird von der Firma Lafarge Tanzania Mbeya Cement seit 1973 Zement erzeugt. Im Jahr 2022 waren 100 Mitarbeiter beschäftigt.[14]
- Straßen: Durch den Distrikt verläuft die Nationalstraße T1 von Daressalam nach Sambia. Von dieser zweigt die T8 nach Norden ab, die nach Rungwe, Tabora und Mwanza am Victoriasee führt, sowie die T10 nach Süden zur Grenzstadt Kasumulu.[15]
- Flughafen: Im Distrikt liegt der Flughafen Songwe, der seit 2012 den direkt in der Stadt Mbeya gelegenen Flughafen Mbeya ersetzt.[16] Es gibt mehrmals täglich Flugverbindungen nach Daressalam.[17]